# Karbonylfluorid
Karbonylfluorid är en kemisk förening med summaformeln COF2. Ämnet liknar fosgen och är mycket giftigt.

## Struktur
Molekylen är plan, vilket kan förutspås med hjälp av VSEPR-teorin.

## Egenskaper
Karbonylfluorid är en giftig gas som vid kontakt med vatten eller vattenånga bildar koldioxid och vätefluorid enligt följande reaktionsformel:
{\displaystyle {\rm {COF_{2}+H_{2}O\rightarrow CO_{2}+2\ HF}}}

## Framställning
Karbonylfluorid framställs genom att låta koltetrafluorid reagera med vatten.
{\displaystyle {\rm {CF_{4}+H_{2}O\rightarrow COF_{2}+2\ HF}}}
Den kan också framställas genom halogenisera kolmonoxid.
{\displaystyle {\rm {CO+F_{2}\rightarrow COF_{2}}}}